# Antenne boucle
On désigne sous le nom d'antenne boucle deux types d'antennes très différentes :
- une antenne dont les dimensions sont très petites devant la longueur d'onde, utilisée pour des fréquences basses, pour lesquelles il n'est pas possible d'augmenter les dimensions. L'antenne est constituée d'une ou plusieurs spires, accordées par un condensateur. On trouve ce type d'antenne sur les RFID en fréquences basses, sur les systèmes antivol à absorption, sur les télécommandes UHF de très petites dimensions (clés de voitures, etc.). 
On recherchera des informations sur ces antennes à antennes cadres.
- une antenne en forme de boucle dont les dimensions s'apparentent à la longueur d'onde :
Cette antenne boucle est une antenne notamment utilisée en TNT, pour résonner sur la bande TV des UHF, canaux 21 à 69 émis en polarisation verticale ou horizontale.
Elle s'apparente, dans sa version basique, à l'antenne quad, et peut être faite à partir de 2 boucles formant un huit. Pour la bande 470/860 MHz le diamètre de la boucle est en général < 20 cm.
Il existe une version quadriboucle, particulièrement pour la bande 2.4 GHz (Wi-Fi) (d = 39 mm).